# Oonops acanthopus
Oonops acanthopus är en spindelart som beskrevs av Simon 1907. Oonops acanthopus ingår i släktet Oonops och familjen dansspindlar. Inga underarter finns listade i Catalogue of Life.